# 特定フィブリノゲン製剤及び特定血液凝固第IX因子製剤によるC型肝炎感染被害者を救済するための給付金の支給に関する特別措置法
特定フィブリノゲン製剤及び特定血液凝固第IX因子製剤によるC型肝炎感染被害者を救済するための給付金の支給に関する特別措置法（とくていフィブリノゲンせいざいおよびとくていけつえきぎょうこだい9いんしせいざいによる Cがたかんえんかんせんひがいしゃを きゅうさいするためのきゅうふきんのしきゅうにかんするとくべつそちほう、平成20年1月16日法律第2号）は、2002年から始まった薬害肝炎訴訟の全面解決に関する日本の法律である。法律名が非常に長いことから、一般に薬害肝炎救済法や薬害肝炎救済特別措置法、薬害肝炎被害者救済法などと略される。

全18条から構成される。目的は、薬害被害者救済のための給付で、議員立法である。2008年1月11日に参議院本会議で可決・成立し、同月16日に公布・施行された。
本項では、「法」とはこの法律を、「施行規則」とはこの法律の施行規則である「特定フィブリノゲン製剤及び特定血液凝固第IX因子製剤によるC型肝炎感染被害者を救済するための給付金の支給に関する特別措置法施行規則（平成20年厚生労働省令第3号）」を指す。

## 主務官庁
- 厚生労働省医薬局総務課

法務省訟務局行政訟務課および医薬品医療機器総合機構と連携して執行にあたる。

## 内容

### 医療費の助成および給付金
C型肝炎ウイルスの混入の疑いがある特定のフィブリノゲン製剤および血液凝固第IX因子製剤の投与によってC型肝炎に感染した本人およびその相続人に対し、その症状に応じた給付金を支給する。
給付金は、以下に示す診断病名・症状によって異なる（法6条）。
- 慢性C型肝炎が進行して、肝硬変若しくは肝がんに罹患し、又は死亡した者 - 4000万円
- 慢性C型肝炎に罹患した者 - 2000万円
- C型肝炎ウイルスに感染したことが確認された者のうち、上記以外の者（無症候性キャリア） - 1200万円

症状の進行等に応じ、追加給付金を受けることができる（法7 - 10条）。
給付金、追加給付金とも、請求期限が存在する（法5条、9条）。この期限は、給付金等の支給状況を勘案し、必要に応じて検討される（法附則3条）。
既に損害賠償等がなされている場合、その額が給付金から控除される。まだ損害賠償がなされていない場合、給付金の額を限度として、賠償義務が免除される（法11条）。この場合、給付金の請求と同時に、請求者が機構へ届け出なければならない（施行規則1条2項、3条2項）。
この給付金は非課税である（法12条）。

### 対象製剤
特定フィブリノゲン製剤
フィブリノーゲン - BBank（1964年6月9日承認）
フィブリノーゲン - ミドリ（1964年10月24日承認）
フィブリノゲン - ミドリ（1976年7月30日承認）
フィブリノゲンHT - ミドリ（1987年4月30日承認、ウイルスを不活化するために加熱処理のみを行ったものに限る）
特定血液凝固第IX因子製剤
PPSB - ニチヤク（1972年7月22日承認）
コーナイン（1972年7月22日承認）
クリスマシン（1976年12月27日承認）
クリスマシン - HT（1985年12月17日承認、ウイルスを不活化するために加熱処理のみを行ったものに限る）

### 給付金の請求期限
給付金の請求は以下に示す日のいずれか遅い日までに請求しなければならないとされている。
- 法の施行の日から起算して十年を経過する日（2018年1月15日まで）

第195回国会において改正案が成立し、2023年までの5年間の請求期限の延長を行うことが決定した。
- 投与を受けたことによってＣ型肝炎ウイルスに感染したことを原因とする損害賠償についての訴えの提起又は和解若しくは調停の申立てを経過日以前にした場合における当該損害賠償についての判決が確定した日又は和解若しくは調停が成立した日から起算して一月を経過する日

### 給付金の支給手続
支給には、裁判判決の確定ないしは和解・調停の成立等が必要である。訴え等は、相手方に国が含まれていなければならない（法4条）。それら裁判所による事実認定に基づき、医薬品医療機器総合機構（以下、単に「機構」という）が被害者およびその相続人に給付金を支払う形になる。
追加給付金の支給の場合は、医師による所定の書式の診断書が必要となる（法8条）。この診断書の書式は、施行規則に定められている。
なお、給付金請求書、追加給付金請求書、追加給付金を請求する場合の医師の診断書のいずれも、機構のウェブサイト からダウンロードできる。
なお、給付金を請求するための新たな訴訟の提起は2013年1月15日まで提起する必要がある。
この種の法律としては異例の裁判所による認定手続を経なければならないと規定した趣旨は、過去のこの種の補償法による行政による認定には長期間を要したり、因果関係の認定が厳格になされるなどして対象者が不当に狭められる危険性があることから、対象者の認定には裁判所の関与を必要としたことにある。

### 基金の設立
給付金の支給及び事務費用に充てるため、機構は「特定C型肝炎ウイルス感染者救済基金」を設立する（法14条1項）。
この基金は、政府からの交付金と原因となった医薬品の製造業者からの拠出金で構成される（法14条2項）。

### C型肝炎ウイルス調査の推進
成立以前から、C型肝炎の原因となった血液製剤とその納入先の公表は行われ、また自治体によるC型肝炎ウイルスの無料検査が行われてきたが、本法律ではそれらの更なる周知を含んでいる。厚生労働省などは、対象となる薬剤とその納入先のリストの再公表と受診の呼びかけを行っている。